# ランシット大学
ランシット大学（英語: Rangsit University、公用語表記: มหาวิทยาลัยรังสิต）は、パトゥムターニー県、ピッサヌローク県に本部を置くタイ王国の私立大学。1986年創立、1990年大学設置。大学の略称はRSU。

## 概要
前身のランシット・カレッジが1986年に設立。1990年に現在のランシット大学となる。現在は5つの学群（医療系、理工系、人文系、芸術系、経営系）に分かれた構成で、
83の学士号、36の修士号、11の博士号の学位を提供している。また、商用パイロットを養成するAviation Institute Rangsit Universityを開設している。2020年3月、国際図書館連盟から「グリーンライブラリー賞2020」をランシット大学図書館が受賞。

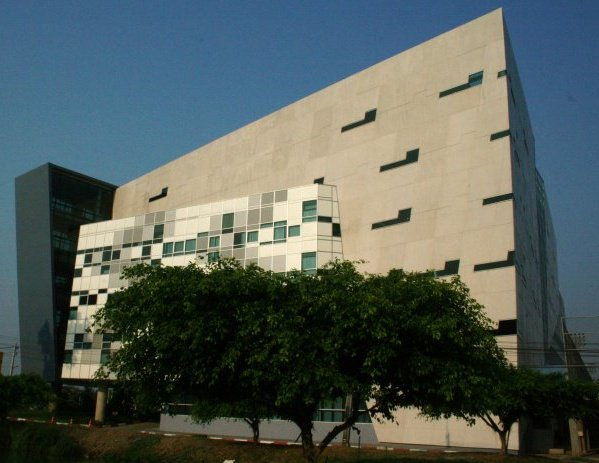
ランシット大学歯学部

## 沿革
- 1986年 前身であるランシット・カレッジが創立。
- 1987年 美術学部を開設。
- 1989年11月 大学図書館が開館。[4]
- 1990年 ランシット大学に改称。
- 1994年 情報通信技術学部を開設。
- 1996年 理学療法学部を開設。
- 2002年 東洋医学部、音楽学部を開設。
- 2006年 検眼学部を開設。
- 2007年 理学療法学部を理学療法・スポーツ医学部へ改組。
- 2007年 美術学部をアート＆デザイン学部へ改称。
- 2011年 デジタルアーツ学部を開設。
- 2015年 放射線技術学部を開設。
- 2016年 理学部と工学部の一部を改組し、生物医学工学部を開設。
- 2018年 アート＆デザイン学部をデザイン学部へ改称。[5]

## 学部・大学院
- 医療系学群
  - 医学部
  - 歯学部
  - 薬学部
  - 医療技術学部
  - 看護学部
  - 理学療法・スポーツ医学部
  - 理学部
  - 検眼学部
  - 東洋医学部
    - 東洋医学科

  - 放射線技術学部
  - 生物医学工学部

- 人文系学群
  - 社会イノベーション学部
  - インターナショナルカレッジ
  - チャイナインターナショナルカレッジ
  - 外交外務研究所
  - 教養学部 
    - 日本語学科

  - コミュニケーションアーツ大学
  - 法学部
  - Suriyathep Teacher College
  - the Institute of Criminology and Justice Administration
  - 政治学部
  - 行政・公共政策研究所
  - 政治科学研究所
  - 経済研究所

- 理工系学群
  - 工学部 
    - 自動車工学科
    - 生産工学科
    - 電気工学科
    - コンピュータ工学科
    - 化学工学科
    - 土木工学科
    - 環境工学科
    - 航空機整備工学科

  - 情報通信技術学部
  - 農業イノベーション学部
  - 食品技術学部
  - 航空研究所（Aviation Institute Rangsit University）

- 芸術系学群
  - 音楽学部（College of Music）
  - 建築学部 
    - 建築学科

  - デザイン学部
    - デザイン学科
    - 写真学科
    - インテリアデザイン学科
    - ビジュアルコミュニケーションデザイン学科

  - デジタルアーツ学部

- 経営系学群
  - 経営学部
  - 会計学部
  - 観光ホスピタリティ学部

### 研究科
- タイ伝統医学研究科
- 伝統中国医学研究科 (中国・南京中医薬大学とのダブル・ディグリープログラム)

## 対外関係

### 日本における協定校
- 群馬大学
- 千葉大学
- 駒澤大学
- 芝浦工業大学
- 神奈川大学
- 山梨学院大学
- 新潟薬科大学
- 金沢星稜大学
- 公立小松大学
- 北陸大学
- 福井大学
- 京都先端科学大学
- 関西国際大学
- 九州歯科大学
- 学校法人城西大学

部局間学術交流協定
- 工学部と日本大学 生産工学部
- 理学療法・スポーツ医学部と帝京平成大学

## テーマ
ランシット大学には12曲あります。
- マーシュ・ランシット大学 (มาร์ชมหาวิทยาลัยรังสิต)
- トゥン・ランシット (ตะวันรุ่งทุ่งรังสิต)
- モン・ランシット (มนต์รังสิต)
- スリ・ランシット (ศรีรังสิต)
- RSU ブルーフクシア (RSU บลูบานเย็น)
- シェル・ウィ・ーダンス？ (Shall We Dance?) [6]
- ランシット・が大好き (รักรังสิต)
- フクシアドリーム (ฟ้าฝันบานเย็น)
- さようならとさようなら (ลาแล้วลาบานเย็นฟ้า)
- あなたは私を育てています (You are Raise Me Up) [7]
- RSU フットボール・テーマ (RSU FC Theme) [8]
- 一つになる (Th:เป็นหนึ่ง 2020年の「TheSunGames」イベントで使用されました。) [9]